# Ōkubo Nagayasu
Ōkubo Nagayasu (大久保 長安?; 1545 – 13 giugno 1613) è stato un samurai burocrate del clan Ōkubo durante periodo Sengoku e daimyō all'inizio del periodo Edo.

## Storia
Nagayasu era il figlio di un sarugaku del clan Takeda. Divenne un amministratore minore per i Takeda e fu poi adottato da Ōkubo Tadachika (da cui ha adottò anche il cognome) e divenne commissario per le miniere di Tokugawa Ieyasu dopo il 1590. Era in carica alle miniere d'argento della provincia di Sagami dopo il 1601, a Sado dopo il 1603 ed Izu dopo il 1606 dove incrementò le produzioni delle miniere.
Gli venne assegnato un feudo da 30.000 koku a Hachijo (provincia di Musashi) e nel 1606 divenne un daikan (ruolo simile al magistrato) di Izu raccogliendo tasse e finanze per la provincia. Venne coinvolto in una faida con Honda Masazumi che deteriorò il ruolo del clan Ōkubo nello shogunato Tokugawa.
Dopo la sua morte nel 1613, presso la sua dimora furono trovate prove di attività illegali; furono anche trovate lettere di un presunto complotto ordito assieme ai Cristiani e agli Ispanici per rovesciare lo shōgun Hidetada (episodio noto come 'incidente di Ōkubo Nagayasu'). Le sue terre vennero confiscate e suo figlio Tōjūrō messo a morte assieme ad altri complici.